# Зимен дворец на спорта
Зимният дворец на спорта е покрит комплекс със зали за зимни спортове на лед в София, район „Студентски“. Собственост е на държавното дружество „Академика 2011“ ЕАД, София.
Намира се в ж.к. „Студентски град“, на ул. „Акад. Борис Стефанов“, в съседство с Националната спортна академия „Васил Левски“. Открит е през 1982 г. Има капацитет от 4600 души. Леденият стадион разполага с две ледени пързалки, позволяващи да се развиват зимни спортове като хокей на лед, фигурно пързаляне, шорттрек и др.

## Използване
Ледената арена е най-важният измежду малкото хокейни стадиони в страната. Той е домашен стадион на националния отбор и на софийските клубове по хокей на лед: „Академик“, „Левски“, ЦСКА и др.
В залата се провеждат също международни срещи и квалификационни мачове за европейски и световни първенства и олимпийски турнири. Сред последните важни международни прояви са:
- март 2016 г. – Група A, Трета дивизия, световно първенство по хокей на лед за юноши 2016
- декември 2015 г. – квалификация, Втора дивизия, световно първенство по хокей на лед за жени 2016
- септември 2015 г. – квалификационен мач за турнир по хокей на лед за мъже на Олимпиада 2018
- септември 2014 г. – Група A, Континентална купа по хокей на лед 2015